# Latacunga (canton)
Latacunga est un canton d'Équateur situé dans la province de Cotopaxi.